# Kode
Kode – miejscowość (tätort) w Szwecji, w regionie administracyjnym (län) Västra Götaland, w gminie Kungälv.
Według danych Szwedzkiego Urzędu Statystycznego liczba ludności wyniosła: 1605 (31 grudnia 2015), 1634 (31 grudnia 2018) i 1660 (31 grudnia 2019).